# Dogofry (Niono)
Dogofry è un comune rurale del Mali facente parte del circondario di Niono, nella regione di Ségou.
Il comune è composto da 24 nuclei abitati:
- Alatona
- Bagadadji Coura
- Bamako Coura
- Banamba (centro principale)
- Chouala Coura
- Dagabory
- Dia Coura
- Djeddah
- Djenné Coura
- Dogofry Ba
- Farabougou
- Farabougou Coura

- Goma Coura
- Kaban Coura
- Kourouma Koubé
- Markala Coura
- Massabougou
- Missira
- N'Dounkala
- Sansanding Coura
- Sikasso Coura
- Tomoni
- Touba
- Yangassadiou Kana